# Tevfik Rüştü Aras
Tevfik Rüştü Aras (n. 1883, Çanakkale, Turcia – d. 5 ianuarie 1972, Istanbul, Turcia) a fost un politician, diplomat și medic turc, ministru de externe al Turciei și ambasador al Turciei în Regatul Unit. El a semnat din partea Turciei pactul Înțelegerii Balcanice.